# Deinbollia pinnata
Deinbollia pinnata es una especie de planta herbácea perteneciente a la familia Sapindaceae. Es originaria de África.

## Descripción
Es un arbusto erecto o pequeño árbol que alcanza los 0,3-5 m de altura, con ramas de 5 mm de diámetro, densamente lenticeladas, de color un poco gris suave y glabras, las hojas de 20-30 cm de largo (con pecíolo de 8-10 cm).

## Distribución
Se encuentra en el oeste de África tropical en el Golfo de Guinea en zonas costeras herbáceas, en sabanas; en suelos arenosos de laterita; en zonas forestales, especialmente en los bosques secundarios o los bordes del bosque y las lagunas en los bosques, en las antiguas granjas, en las plantaciones de teca, entre malezas, a una altitud de 400-1300 (-1818) metros. Es similar a Deinbollia molliuscula, pero es áspera al tacto.

## Taxonomía
Deinbollia pinnata fue descrita por (Poir.) Schumach. y Thonn. y publicado en Det Kongelige Danske Videnskabers Selskabs Skrifter 4: 16, en el año 1827.
Sinonimia
- Ornitrophe pinnata Poir. (1808) basónimo
- Deinbollia dahomensis A.Chev. (1920)
- Deinbollia elliotii Gilg (1897)[2][3]